# تفایه
تفایه (عربی: تفایة‎) یک سس شیرین در غذاهای مراکشی است که با پیاز کاراملی، کشمش، دارچین و عسل درست می‌شود. اغلب روی کوسکوس سرو می‌گردد.

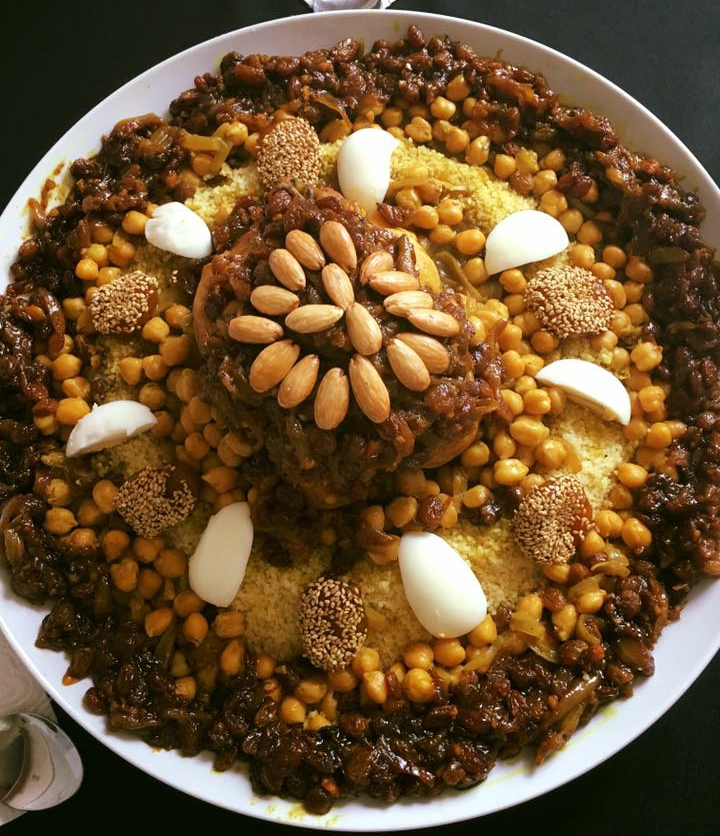
تفایه روی کوسکوس مراکشی با مرغ سوخاری.